# Kanton Daoulas
Kanton Daoulas (fr. Canton de Daoulas) je francouzský kanton v departementu Finistère v regionu Bretaň. Skládá se z devíti obcí.

## Obce kantonu
- Daoulas
- Hanvec
- Hôpital-Camfrout
- Irvillac
- Logonna-Daoulas
- Loperhet
- Plougastel-Daoulas
- Saint-Eloy
- Saint-Urbain